# 大興郡 (内モンゴル自治区)
大興郡（だいこう-ぐん）はかつて中国に存在した郡。現在の中華人民共和国内モンゴル自治区バヤンノール市付近に比定される。
北魏により安州の下に大興郡が設置される。西魏の時代には西安州（後の塩州）の管轄となり一時五原郡と改称されるが、まもなく大興郡と改められる。582年（開皇2年）に廃止された。